# Arquidiocese de Maracaibo
A Arquidiocese de Maracaibo (Archidiœcesis Maracaibensis) é uma circunscrição eclesiástica da Igreja Católica situada em Maracaibo, Venezuela. Seu atual arcebispo é José Luis Azuaje Ayala. Sua Sé é a Catedral de Santos Pedro e Paulo de Maracaibo.
Possui 70 paróquias servidas por 108 padres, contando com 2 492 100 habitantes, com 92,8% da população jurisdicionada batizada (2 312 110 batizados).

## História
A Diocese de Zulia foi erigida pelo Papa Leão XIII em 28 de julho de 1897, recebendo o território da diocese de Mérida (hoje uma arquidiocese). Originalmente, era sufragânea da Arquidiocese de Caracas.
Em 11 de junho de 1923, tornou-se parte da província eclesiástica da Arquidiocese de Mérida.
Em 26 de maio de 1943 cedeu uma parte do seu território em vantagem da ereção do vicariato apostólico de Machiques (atualmente diocese).
Em 2 de janeiro de 1953, a diocese assumiu o nome da diocese de Maracaibo.
Em 23 de julho de 1965, cedeu outra parte do território para o benefício da ereção da Diocese de Cabimas.
Em 30 de abril de 1966 foi elevada à dignidade de arquidiocese metropolitana pela bula Regimine suscepto do Papa Paulo VI.
Em 7 de julho de 1994 cedeu uma outra parte de território para a ereção da Diocese de El Vigía-San Carlos del Zulia.

## Prelados
|                 | Nome                                 | Período    | Notas                                          |
| Arcebispos      | Arcebispos                           | Arcebispos | Arcebispos                                     |
| --------------- | ------------------------------------ | ---------- | ---------------------------------------------- |
| 4º              | José Luis Azuaje Ayala               | 2018-atual |                                                |
| 3º              | Ubaldo Ramón Santana Sequera, F.M.I. | 2000-2018  |                                                |
| 2º              | Ramón Ovidio Pérez Morales           | 1992-1999  | Nomeado Arcebispo de Los Teques                |
| 1º              | Domingo Roa Pérez †                  | 1966-1992  |                                                |
| Bispos          |                                      |            |                                                |
| 5º              | Domingo Roa Pérez †                  | 1961-1966  |                                                |
| 4º              | José Rafael Pulido Méndez †          | 1958-1961  | Nomeado Arcebispo-coadjutor de Mérida          |
| 3º              | Marcos Sergio Godoy †                | 1920-1957  |                                                |
| 2º              | Arturo Celestino Álvarez †           | 1910-1919  | Nomeado Bispo-coadjutor de Calabozo            |
| 1º              | Francisco Marvez †                   | 1897-1904  |                                                |
| Bispos-auxiliar |                                      |            |                                                |
|                 | Ángel Francisco Caraballo Fermín     | 2012-2019  | Nomeado Bispo de Cabimas                       |
|                 | Cástor Oswaldo Azuaje Pérez, O.C.D.  | 2007-2012  | Nomeado Bispo de Trujillo                      |
|                 | William Enrique Delgado Silva        | 1995-1999  | Nomeado Bispo de El Vigia-San Carlos del Zulia |
|                 | Antonio José López Castillo          | 1988-1992  | Nomeado Bispo de Barinas                       |
|                 | José Alí Lebrún Moratinos            | 1956-1958  | Nomeado Bispo de Maracay                       |
|                 | José Rincón Bonilla                  | 1950-1961  | Nomeado Bispo-auxiliar de Caracas              |